# Chlorolydella violacea
Chlorolydella violacea är en tvåvingeart som först beskrevs av Charles Howard Curran 1927.  Chlorolydella violacea ingår i släktet Chlorolydella och familjen parasitflugor.
Artens utbredningsområde är Kenya. Inga underarter finns listade i Catalogue of Life.